# Еме Беекман
Еме́ Бе́екман (ест. Aimée Beekman; *20 квітня 1933, Таллінн) — естонська письменниця, драматург, кіносценарист та літературний перекладач.

## Життєпис
У 1956 закінчила ВДІК.
У 1964 році вийшов друком її роман «Маленькі люди» над яким вона працювала впродовж 1958—1963 років. У романі розкривається світ очима маленької дівчинки Мір'ям. Книга започаткувала роботу Еме Беекман над «Трилогією про Мір'ям». Над другою її частиною «Криничне дзеркало» (1966) письменниця працювала протягом 1963—1965 років. Друга частина трилогії написана вже від особи естонської червоної революціонерки Анни. Попри відмінність стилю дві частини об'єднані спільними персонажами. Згодом Еме Беекман відклала роботу над трилогією до початку 70-х років. Завершальна її частина «Старі діти» (1972) оповідає про шкільні роки Мір'ям та її друзів підлітків, що прагнуть відшукати свою «істину» у повоєнній радянській Естонії.
Автор романів «Глухі бубонці» (1968), «Чортів цвіт» (1974), «Нетрі» (1980) — про події минулого століття, часів першої Естонської республіки, війни; соціальних романів «Зграя білих ворон» (1967), «Падолист» (1975), «Можливість вибору» (1978), «Вільний біг» (1982) та ін. У соціально-фантастичному романі «Гонка» (1983) в гротескній формі зображено згубні наслідки технократичної цивілізації.
За книгою «Можливість вибору» Еме Беекман разом з чоловіком Володимиром Беекманом написали сценарій до фільму «Регіна» (Таллінфільм, 1990)

## Романи
- «Väikesed inimesed» (1964)
- «Kaevupeegel» (1966)
- «Valgete vareste parv» (1967)
- «Kartulikuljused» (1968)
- «Väntorel» (1970)
- «Keeluala» (1971)
- «Vanad lapsed» (1972)
- «Kuradilill» (1973)
- «Viinakuu» (1975)
- «Sugupuu» (1977)
- «Valikuvõimalus» (1978)
- «Tihnik» (1980)
- «Vabajooks» (1982)
- «Loobumisvõimalus» (1985)
- «Peavari» (1989)
- «Proovielu» (2008)
- «Ulavere» (2009)